# Myosotis stolonifera
Myosotis stolonifera é uma espécie de planta com flor pertencente à família Boraginaceae. 
A autoridade científica da espécie é (DC.) Leresche & Levier, tendo sido publicada em Deux Excurs. Bot. 83. 1880.
O seu nome comum é não-me-esqueças.

## Portugal
Trata-se de uma espécie presente no território português, nomeadamente em Portugal Continental, no Arquipélago dos Açores e no Arquipélago da Madeira.
Em termos de naturalidade é endémica da Península Ibérica, introduzida no Arquipélago dos Açores e nativa do Arquipélago da Madeira.

## Protecção
Não se encontra protegida por legislação portuguesa ou da Comunidade Europeia.